# Campyloneurus bicarinatus
Campyloneurus bicarinatus är en stekelart som först beskrevs av Günther Enderlein 1920.  Campyloneurus bicarinatus ingår i släktet Campyloneurus och familjen bracksteklar. Inga underarter finns listade.